# Worrorra
Worrorra (též Worora) je ohrožený domorodý austrálský jazyk, kterým mluví asi 7 lidí na severu regionu Kimberley v severní Austrálii. Worrorra se dělí na několik poměrně odlišných dialektů, které se někdy berou jako samostatné jazyky.

## Dialekty
Jazyk worrorra se dělí na tyto dialekty:
- Worrorra
- Unggumi
- Yawijibaya
- Unggarranggu
- Umiida